# Canoa slalom al XVIII Festival olimpico estivo della gioventù europea
Le competizioni di canoa slalom al XVIII Festival olimpico estivo della gioventù europea si sono svolte il 24 luglio 2025 a Saraj, in Macedonia del Nord. 

## Podi

### Ragazzi
| Evento     | Oro             | Argento          | Bronzo         |
| Slalom K-1 | Marek Kulczycki | Max Steinbrenner | Johann Schmidt |
| Slalom C-1 | Léo Royé        | Dennis Fina      | Matěj Kvapil   |

### Ragazze
| Evento     | Oro                | Argento          | Bronzo        |
| Slalom K-1 | Barbora Ondráčková | Zara Zahorská    | Ainhoa Segura |
| Slalom C-1 | Patrycja Iwaniec   | Florance Moinian | Ainhoa Segura |

## Medagliere
Nazione ospitante 
| Posizione | Paese      | Oro | Argento | Bronzo | Totale |
| --------- | ---------- | --- | ------- | ------ | ------ |
| 1         | Polonia    | 2   | 0       | 0      | 2      |
| 2         | Rep. Ceca  | 1   | 0       | 1      | 2      |
| 3         | Francia    | 1   | 0       | 0      | 1      |
| 4         | Austria    | 0   | 1       | 0      | 1      |
| 4         | Italia     | 0   | 1       | 0      | 1      |
| 4         | Slovacchia | 0   | 1       | 0      | 1      |
| 4         | Slovenia   | 0   | 1       | 0      | 1      |
| 8         | Spagna     | 0   | 0       | 2      | 2      |
| 9         | Germania   | 0   | 0       | 1      | 1      |
| Totale    | Totale     | 4   | 4       | 4      | 12     |